# Barbula fuscescens
Barbula fuscescens är en bladmossart som beskrevs av Wallich 1832. Barbula fuscescens ingår i släktet neonmossor, och familjen Pottiaceae. Inga underarter finns listade i Catalogue of Life.